# 1818年10月29日日食
1818年10月29日日食为一次在协调世界时1818年10月29日出現的日全食。該次日食食分為1.0241，食甚維持1分51秒。新月當天（即朔日），地球上觀測到月球和太阳的角距離極小，此時月球如果恰好在月球交點附近，穿過太阳和地球之間，與地球、太阳接近一直線，則會出現日食。月球本影接觸地表而使該區域完全得不到陽光，就會形成日全食，同時在本影兩側數千公里的半影範圍內遮擋部分陽光，則形成日偏食。

## 概述
這次日食的食分是1.0241，全食維持1分51秒。

## 基本參數
- 類型：日全食
- 食甚資料：
  - 日期：1818年10月29日
  - 時間：17時7分10秒
  - 地點：43S 99W
  - 食分：1.0241
  - 日全食持續時間：1分51秒

## 相關日食
沙羅周期長度為18年11天。本次日食屬於沙羅周期140，共包含71次日食，依次為1512年4月16日至1638年7月11日的8次日偏食、1656年7月21日至1836年11月9日的11次日全食、1854年11月20日至1908年12月23日的4次全環食（亦稱混合食）、1927年1月3日至2485年12月7日的32次日環食、2503年12月19日至2774年6月1日的16次日偏食，總共歷時1262.11年。其中最長的全食發生於1692年8月12日，共持續了4分10秒。
下表列舉了1901年至2100年間發生的屬於該周期的日食，是第23至33次：
| 23             | 24            | 25            |
| -------------- | ------------- | ------------- |
| 1908年12月23日 | 1927年1月3日  | 1945年1月14日 |
| 26             | 27            | 28            |
| 1963年1月25日  | 1981年2月4日  | 1999年2月16日 |
| 29             | 30            | 31            |
| 2017年2月26日  | 2035年3月9日  | 2053年3月20日 |
| 32             | 33            |               |
| 2071年3月31日  | 2089年4月10日 |               |

## 外部連結
- NASA日食專頁（页面存档备份，存于）（英文）